# Nyceryx cratera
Nyceryx cratera är en fjärilsart som beskrevs av Rothschild och Jordan 1916. Nyceryx cratera ingår i släktet Nyceryx och familjen svärmare. Inga underarter finns listade i Catalogue of Life.